# Фалеомаваега, Эни
Эни Фалеомаваега (15 августа 1943, дер. Вайлоатай, Американское Самоа, США — 22 февраля 2017, Прово, Юта, США ) — американский государственный деятель, делегат Конгресса США без права голоса в Палату Представителей США от Избирательного округа Американского Самоа по выборам в Конгресс с широкими полномочиями.

## Биография

### Личная жизнь
Молодые годы провел на острове Оаху в Гавайях. Окончил Высшую школу Кахуку и посещал Бригхэм-Йонгский университет в Гавайях, где получил дипломированную степень. Затем перевелся в головной кампус Университет Бригама Янга в Юте, который окончил со степенью бакалавра политических наук. Также посещал юридическую школу Хьюстонского университета и Калифорнийский университет в Беркли, по завершении образования получил степень доктора юридических наук. С 1966 по 1969 г. служил в армии США. Был участником Вьетнамской войны, вышел в отставку с военной службы в ранге капитана. Он и его жена активно посещали мормонскую церковь.

### Ранняя политическая карьера
С 1973 по 1975 г. являлся помощником Делегата Американского Самоа Асуемо Фуймаоно по административной части, а с с 1975 по 1981 г. — штатным советником Комитета по внутренним делам и делам инкорпорированных территорий Палаты Представителей США. С 1981 по 1984 г. работал заместителем генерального прокурора на территории Американского Самоа.

### Вице-губернатор Американского Самоа
С 1985 года начал свою икарьеру в выборных органах власти, когда баллотировался на должность вице-губернатора Западного Самоа в команде Айфили Лутали, занимал эту должность до 1989 г.
В 1987 г. он участвовал в традиционном полинезийском мероприятии, пройдя на каноэ от Таити до Гавайев.

## Карьера конгрессмена

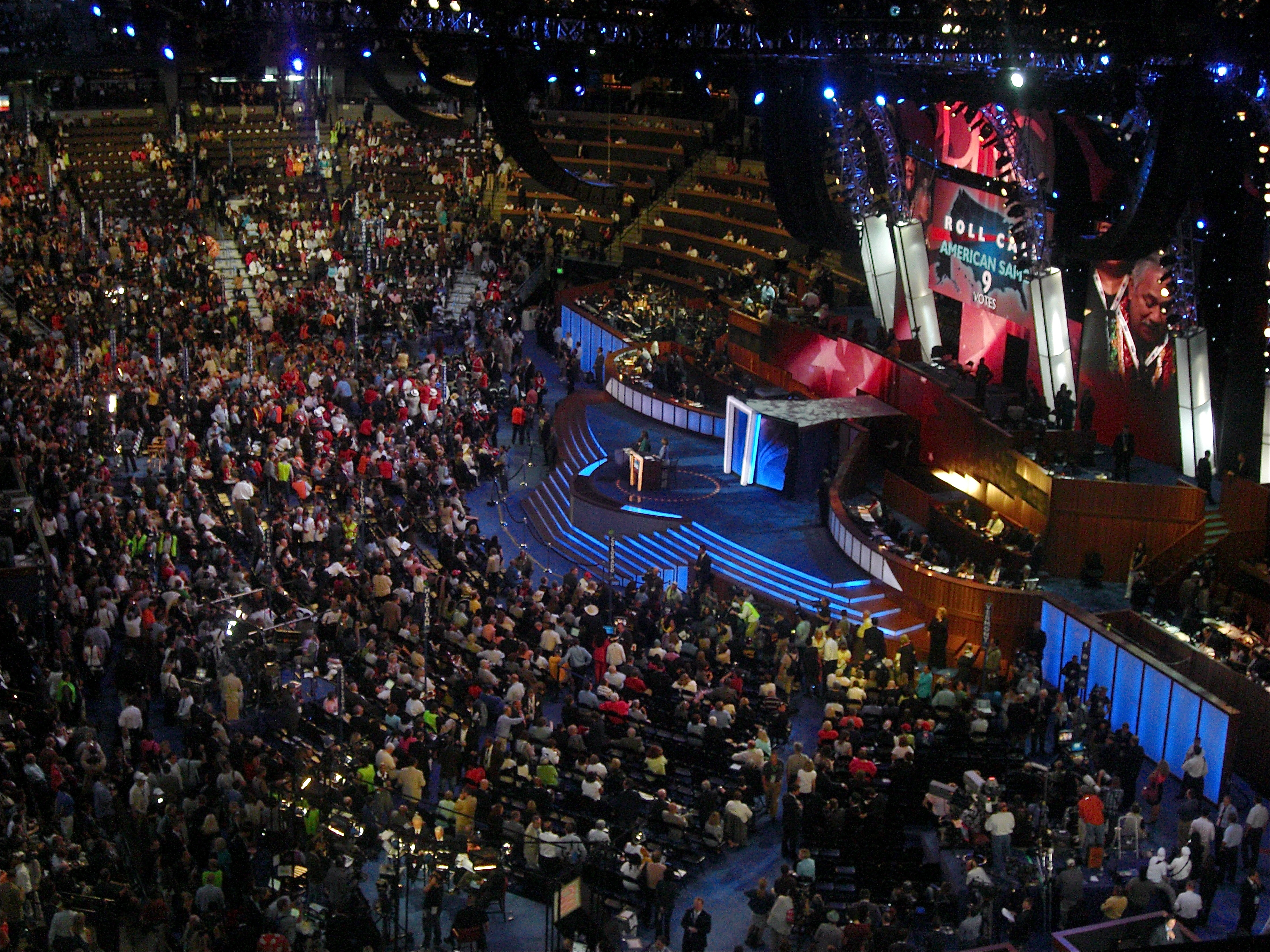
Суперделегат Фалеомаваега на Национальном съезде Демократической партии в 2008 году.

В 1988 г. он был избран в  Палату Представителей Соединенных Штатов от Демократической партии, занимал этот пост до 2015 г.
На посту Делегата от Западного Самоа, работал над получением большей суммы федерального финансирования для своей родной земли, в особенности на здравоохранение и другие социально значимые службы. Противостоял сделкам о свободной торговле мясом и морепродуктами, поскольку треть населения его родной земли живёт за счет лососевой промышленности. Также подготовил законопроект о разрешении жителям инкорпорированных территорий США участвовать в президентских выборах если они состоят на службе в Армии США.

### Назначения в комитетах
- Комитет иностранных дел Палаты представителей США
  - Подкомитет Палаты представителей США по Азии, странам Тихоокеанского бассейна и глобальной обстановке (влиятельное лицо). В 2011 году Фалеомаваега поехал в командировку представлять США на Глобальном фестивале мира в Монголии,[6] и поблагодарил министра иностранных дел Монголии, который тоже присутствовал на фестивале, за активное участие Монголии в деле построения мира в Северо-восточной Азии.[7].
  - Подкомитет иностранных дел Палаты представителей США по Западному полушарию
- Комитет Палаты представителей США по природным ресурсам
  - Подкомитет Палаты представителей США по энергетике и минеральным ресурсам
  - Подкомитет Палаты представителей США по рыбоводческим хозяйствам, дикой природе, мировому океану и инкорпорированным территориям

### Кокус (собрание партийной фракции)
- Конгрессиональный азиатский тихоокеанский американский кокус